# Belén Gualcho
Belén Gualcho (en náhuatl: En la casa de las encinas) es un municipio del departamento de Ocotepeque en la República de Honduras.

## Toponimia
Belén Gualcho se llamaba Curicunque, posteriormente se transformó en Callicanque, que  significa  “Lugar  de las casas”. 
El nombre Gualcho en mexicano significa "Casa de las Encinas" y en lenca Significa "Lugar de Muchas Aguas". Su nombre Belén Gualcho significa "Casa de Pan y Lugar de muchas aguas". Su nombre es en honor a la Virgen de Belén, figura de la iglesia católica.

## Límites
| Orientación | Límite                                    |
| ----------- | ----------------------------------------- |
| Norte       | Municipio de Corquín, Copán               |
| Norte       | Municipio de Gracias, Lempira             |
| Sur         | Municipio de San Sebastián, Lempira       |
| Este        | Municipio de San Manuel Colohete, Lempira |
| Oeste       | Municipio de Sensenti, Ocotepeque         |
| Oeste       | Municipio de San Marcos, Ocotepeque       |

Está situado al este del departamento al pie de la montaña más alta de la Cordillera y Parque Nacional Celaque, a 82 km de la cabecera departamental.

## Historia
En 1871, figuraba  como cabecera   del  Curato de  Gualcho, después le llamaron  Belén de Copán o Belén de Occidente.
En 1907 (2  de  septiembre), pasa a formar parte del Departamento de Ocotepeque, llamándole  Belén de Ocotepeque.
En 1922 (15 de febrero), se le llamó Belén Gualcho, perteneciendo al Distrito de  Sensenti.

### Alcaldes
El alcalde actual es el señor Juan Vasquez Molina periodo 2022-2026. Un alcalde por el Partido Liberal de Honduras.

## Población
Sus  primeros pobladores fueron de origen lenca,  manteniéndose en gran medida sus raíces y sus costumbres,  en la actualidad representan el  95%  de la población total del municipio, 5% son mestizos inmigrantes que se han naturalizado en costumbres, tradición y timbre de voz.

## Economía
Su  patrimonio principal es la producción de  frutales de altura como la manzana, el membrillo, la mora o frambuesa entre otros frutales,  así como la producción de hortalizas principalmente la zanahoria, lechuga, brócoli, patata y algunas frutas de huerto como las fresas.

## Turismo

### Catarata Santa María de Gualcho
Entre sus principales atractivos turísticos está la Catarata Santa María de Gualcho descubierta por unos extranjeros

## Clima
Belen Gualcho se encuentra a una altitud de 1641 m s. n. m., por lo que posee un Clima templado subhúmedo, que de acuerdo con la clasificación climática de Köppen, es de verano suave (Cwb). la altitud provoca que las tardes sean frías, sobre todo en meses de invierno junio/julio, cuando la temperatura se sitúa sobre los 10 °C. El período más caluroso y soleado del año son los meses de diciembre y marzo, cuando la temperatura promedio oscila alrededor de los 20 °C durante el día. La temperatura máxima es de 24 °C. 
| Parámetros climáticos promedio de Belén Gualcho, Honduras | Parámetros climáticos promedio de Belén Gualcho, Honduras | Parámetros climáticos promedio de Belén Gualcho, Honduras | Parámetros climáticos promedio de Belén Gualcho, Honduras | Parámetros climáticos promedio de Belén Gualcho, Honduras | Parámetros climáticos promedio de Belén Gualcho, Honduras | Parámetros climáticos promedio de Belén Gualcho, Honduras | Parámetros climáticos promedio de Belén Gualcho, Honduras | Parámetros climáticos promedio de Belén Gualcho, Honduras | Parámetros climáticos promedio de Belén Gualcho, Honduras | Parámetros climáticos promedio de Belén Gualcho, Honduras | Parámetros climáticos promedio de Belén Gualcho, Honduras | Parámetros climáticos promedio de Belén Gualcho, Honduras | Parámetros climáticos promedio de Belén Gualcho, Honduras |
| Mes                                                       | Ene.                                                      | Feb.                                                      | Mar.                                                      | Abr.                                                      | May.                                                      | Jun.                                                      | Jul.                                                      | Ago.                                                      | Sep.                                                      | Oct.                                                      | Nov.                                                      | Dic.                                                      | Anual                                                     |
| --------------------------------------------------------- | --------------------------------------------------------- | --------------------------------------------------------- | --------------------------------------------------------- | --------------------------------------------------------- | --------------------------------------------------------- | --------------------------------------------------------- | --------------------------------------------------------- | --------------------------------------------------------- | --------------------------------------------------------- | --------------------------------------------------------- | --------------------------------------------------------- | --------------------------------------------------------- | --------------------------------------------------------- |
| Temp. máx. abs. (°C)                                      | 29.8                                                      | 30.5                                                      | 30.9                                                      | 29.0                                                      | 26.8                                                      | 28.1                                                      | 32.7                                                      | 32.5                                                      | 30.0                                                      | 29.0                                                      | 27.9                                                      | 27.6                                                      | 32.7                                                      |
| Temp. máx. media (°C)                                     | 25.5                                                      | 26.7                                                      | 26.8                                                      | 25.0                                                      | 23.6                                                      | 22.5                                                      | 22.0                                                      | 22.7                                                      | 25.0                                                      | 25.7                                                      | 24.0                                                      | 24.4                                                      | 24.5                                                      |
| Temp. media (°C)                                          | 18.0                                                      | 18.8                                                      | 19.4                                                      | 19.2                                                      | 17.8                                                      | 16.3                                                      | 15.6                                                      | 15.9                                                      | 17.3                                                      | 18.5                                                      | 18.4                                                      | 18.1                                                      | 17.8                                                      |
| Temp. mín. media (°C)                                     | 10.5                                                      | 10.9                                                      | 12.1                                                      | 13.4                                                      | 12.1                                                      | 10.0                                                      | 9.2                                                       | 9.1                                                       | 9.7                                                       | 11.3                                                      | 12.7                                                      | 11.7                                                      | 11.1                                                      |
| Temp. mín. abs. (°C)                                      | 3.3                                                       | 2.2                                                       | 6.7                                                       | 7.8                                                       | 7.9                                                       | 4.4                                                       | 1.1                                                       | 2.9                                                       | 3.9                                                       | 5.5                                                       | 6.7                                                       | 6.2                                                       | 1.1                                                       |
| Lluvias (mm)                                              | 58.3                                                      | 49.8                                                      | 92.2                                                      | 242.3                                                     | 189.5                                                     | 38.6                                                      | 17.6                                                      | 24.0                                                      | 31.2                                                      | 60.8                                                      | 149.6                                                     | 107.6                                                     | 1061.5                                                    |
| Días de lluvias (≥ 1 mm)                                  | 4                                                         | 4                                                         | 8                                                         | 16                                                        | 13                                                        | 5                                                         | 3                                                         | 4                                                         | 4                                                         | 7                                                         | 14                                                        | 9                                                         | 91                                                        |
| [cita requerida]                                          |                                                           |                                                           |                                                           |                                                           |                                                           |                                                           |                                                           |                                                           |                                                           |                                                           |                                                           |                                                           |                                                           |

### Feria Patronal
Su Feria Municipal se celebra del 12 al 20  de enero. En la feria se puede apreciar un intercambio de la cultura Lenca  pues en ese  tiempo llegan al municipio otros  pobladores lencas provenientes de San Sebastián, San Marcos de Caiquín, San Manuel Colohete.

## División Política
Aldeas: 13 (2013)
Caseríos: 90 (2013)
| Código | Aldea         |
| ------ | ------------- |
| 140201 | Belén Gualcho |
| 140202 | Cerro Grande  |
| 140203 | Cerro Verde   |
| 140204 | El Ciprés     |
| 140205 | El Magueyal   |
| 140206 | Paraíso       |
| 140207 | Johalaca      |
| 140208 | La Gocia      |
| 140209 | La Mohaga     |
| 140210 | La Tejera     |
| 140211 | Palos Blancos |
| 140212 | Suyande       |
| 140213 | Yaruchel      |